# Mason Tobin
Mason Reed Tobin, né le 8 juillet 1987 à Glendive (Montana) aux États-Unis, est un joueur américain de baseball évoluant en Ligue majeure avec les Rangers du Texas depuis la saison 2011.

## Biographie
Après des études secondaires à la Kentridge High School de Kent (Washington), Mason Tobin suit des études supérieures au Western Nevada Community College en 2005-2006 puis à l'Everett Community College à Everett (Washington) en 2006-2007.
Il est drafté trois fois. En juin 2005 par les Braves d'Atlanta au quinzième tour de sélection, En juin 2006 par les Braves d'Atlanta au 45e tour de sélection puis en juin 2007 par les Angels de Los Angeles au seizième tour de sélection. Il perçoit un bonus de 120 000 dollars à la signature de son premier contrat professionnel chez les Angels.
Il subit une opération de type Tommy John au coude droit en juin 2009 et manque la fin de saison 2009 et la totalité de la saison 2010.
Encore joueur de Ligues mineures, Tobin est transféré chez les Rangers du Texas le 9 décembre 2010 via les Cubs de Chicago. Réclamé au repêchage de règle 5 par les Cubs, il est en effet échangé dans la journée aux Rangers.
Tobin fait ses débuts en Ligue majeure le 2 avril 2011 à l'occasion d'une partie contre les Red Sox de Boston. Il effectue une relève d'une manche, accordant au Sox David Ortiz un coup de circuit à deux points en septième manche.